# Catherine Ntep
Pour les articles homonymes, voir Ntep.
Catherine Ntep est une joueuse camerounaise de basket-ball. Elle est surnommée Chico Ntep.

## Carrière
Catherine Ntep évolue en équipe du Cameroun dans les années 1980. Elle remporte la médaille de bronze au Championnat d'Afrique féminin de basket-ball 1983, ainsi que la médaille d'argent aux Jeux africains de 1978.